# Irene Paleóloga (imperatriz bizantina)
Irene Paleóloga (em latim: Irene Palaiologina) foi a imperatriz-consorte do imperador bizantino Mateus Cantacuzeno.

## Família
Irene era filha do déspota Demétrio Paleólogo e sua esposa Teodora. Seus avós paternos eram Andrônico II Paleólogo e sua segunda esposa, Irene de Monferrato.
Entre os tios paternos de Irene estavam Miguel IX Paleólogo e Teodoro I de Monferrato. Entre as tias maternas estava Simonis Paleóloga.

## Imperatriz
Em 26 de outubro de 1341, seu sogro, João VI, foi coroado imperador em Didimoteico. Seu rival era o imperador em Constantinopla, João V Paleólogo. A guerra civil entre os dois perdurou até 1347, quando, no dia 3 de fevereiro, os dois lados finalmente chegaram num acordo. João VI foi aceito como imperador sênior e João V, co-imperador júnior.
Em 15 de abril de 1353, Mateus, marido de Irene, foi declarado co-imperador. O conflito entre João V e João VI se reiniciou, pois havia um acordo de que a sucessão se daria pelos descendentes de João V e não de Cantacuzeno. Irene era, neste momento, a terceira imperatriz-consorte bizantina, juntamente com sua sogra, Irene Asanina (esposa de João VI Cantacuzeno) e sua cunhada Helena Cantacuzena (esposa de João V Paleólogo). Em de dezembro do ano seguinte, João VI abdicou. Ele e Asanina se retiraram para mosteiros distintos e João assumiu o controle da capital imperial. Mateus manteve seu título e o comando de parte da Trácia como seu domínio pessoal.
Mateus e Irene foi capturados por forças sérvias em fevereiro de 1356 e permaneceram em cativeiro até serem libertados por João V em dezembro do ano seguinte. Mateus foi forçado a abdicar e Irene deixou de ser considerada imperatriz. Não se sabe quando morreram.

## Casamento
A "História" de João VI Cantacuzeno conta que o casamento de Irene e Mateus ocorreu em 1340. O jovem imperador era filho de João VI com Irene Asanina. Eles tiveram pelo menos cinco filhos:
- João Cantacuzeno (c. 1342 - depois de 1361), déspota.
- Demétrio I Cantacuzeno (ca. 1343 – 1383), sebastocrator. Reinou brevemente no Despotado da Moreia.
- Teodora Cantacuzeno, a filha mais velha. A "História" relata que ela foi educada pela avó paterna, Irene Asanina, e recebeu o nome monástico de "Eugênia". Presume-se que se tornou freira.
- Helena Cantacuzena. Casou-se com o conde de Salona Luís Frederico, um descendente de Alfonso Frederico. Ela governou Salona entre 1382 e 1394 como regente.
- Maria Cantacuzena. Casou-se com João Láscaris Calófero, um nobre de status senatorial do Reino de Chipre.